# كود بلاكس
كود بلاكس (بالإنجليزية: CodePlex)‏ هو موقع ويب لخدمة الاستضافة على شبكة الإنترنت للمشاريع مفتوحة المصدر، تقدمه شركة البرمجيات الأمريكية مايكروسوفت.